# Astronauta (série animada)
Astronauta é uma série de animação via streaming brasileira, a produção é baseada no personagem de mesmo nome criado por Mauricio de Sousa. Produzido pela Mauricio de Sousa Produções, é a primeira animação original da HBO da América Latina. A série estreou em 18 de outubro de 2024 na plataforma Max e no canal HBO.
A série possui 6 episódios, lançados semanalmente no Max  HBO.

## Enredo
Em Astronauta, após integrantes da renomada Agência de Pesquisa Espacial Brasileira, a BRASA, desaparecerem em uma misteriosa missão na Lua, visões estranhas começam a perturbar Pereira, um astronauta recém-afastado da organização. Agora, que seus colegas precisam de um resgate urgente, ele vê a oportunidade perfeita para seguir para o espaço buscando compreender a estranha abdução que vivenciou cinco anos antes. O que ele não imaginava era que estava indo para uma armadilha criado por uma entidade alienígena capaz de colocar em risco não só sua mente, como também toda a humanidade.

## Elenco
- Marco Pigossi como Pereira (Astronauta)
- Mel Lisboa como Ritinha
- Carol Crespo como Lima
- Júlia Ribas como De Luca
- Francisco Júnior como General Alvez
- Marco França como Martinez
- Ricardo Sawaya como Watanabe
- Nara Kelly como Valentin
- Francisco Brêtas como Cabral

## Produção

### Antecedentes e conceitos
Em 2002, Astronauta estrelou cinco animações curtas em Flash publicadas no site oficial da Turma da Mônica,a série chamava a atenção por testar um formato interativo: cada episódio continha três finais diferentes, que podiam ser escolhidos livremente pelo espectador.
Em 2009, foi anunciado que o personagem ganharia uma série animada em 3D, que, em 2011, foi alterado para um vídeo game em 3D, se tornando parte da iniciativa Maurício de Sousa Digital Productions, em conjunto com a produtora Digital 21. No entanto, depois de muito tempo, o projeto foi arquivado.
Em outubro de 2012, é lançado o livro Astronauta: Magnetar, escrito e desenhado por Danilo Beyruth, com cores de Cris Peter, o livro foi o primeiro volume da linha Graphic MSP, uma série de graphic novels produzidas por artistas convidados. A releitura de Beyruth explora vários aspectos do personagem original de Maurício de Sousa, principalmente a sua solidão, resultando em uma história de ficção científica hard, inspirada em filmes de ficção científica como Alien - O Oitavo Passageiro e 2001- Uma Odisseia no Espaço, além de pesquisas profundas sobre física e navegação. AAstronauta: Magnetar teve cinco continuações: Astronauta: Singularidade (2014) e Astronauta: Assimetria (2016), e Astronauta: Entropia (2018) Astronauta: Parallax (2020) e Astronauta: Convergência (2022).
Durante a Comic Con Experience de 2017, foi lançado um teaser de uma minissérie de animação em seis capítulos baseada nas graphic novels produzidas por Danilo Beyruth e Cris Peter. Em dezembro do ano seguinte, novamente na Comic Con Experience, foi anunciado que a série se chamará Astronauta – Propulsão e será coproduzida e exibida pela HBO. A série recebeu financiamento da Agência Nacional do Cinema, captando o valor de R$ 5.404.850,99.
Em dezembro de 2022, um teaser foi lançado durante o evento, foi revelado que a minisérie serviria de prequel para a série de graphic novels, durante o evento, Mauricio de Sousa disse que mantém uma conversa próxima com a NASA. O título foi alterado para Astronauta.

## Episódios
| #   | Sinopse | Data de lançamento     |
| --- | --- | ---------------------- |
| I   | Pereira, um astronauta recentemente demitido, pode ser o único capaz de salvar seus ex-colegas perdidos no espaço.                    | 18 de outubro de 2024  |
| II  | Pereira e seus companheiros exploram a lua em busca dos astronautas perdidos. Mas uma força invisível coloca a missão em jogo.        | 25 de outubro de 2024  |
| III | Perdido entre lembranças e a realidade, Pereira tenta lutar contra a força extraterrestre que domina o seu corpo.                     | 01 de novembro de 2024 |
| IV  | De volta à Terra, Pereira deve lutar contra os seus próprios demônios para garantir o futuro do planeta.                              | 08 de novembro de 2024 |
| V   | Depois de ser abduzido de novo, Pereira enfim encontra algumas respostas. Ritinha e General Alvez tentam lidar com uma crise mundial. | 15 de novembro de 2024 |
| VI  | General Alvez e Ritinha tentam impedir que Cabral atire na Pirâmide. Lá dentro, Pereira precisa conquistar a confiança dos colegas.   | 22 de novembro de 2024 |